# 로더릭 치좀
로더릭 밀턴 치좀(Roderick Chisholm, 1916년 11월 27일 ~ 1999년 1월 19일)은 미국의 철학자다. 인식론, 형이상학, 자유 의지 관련 철학의 업적으로 알려졌다.

## 삶과 경력
치좀은 1938년 브라운 대학교을 졸업하고 1942년 하버드 대학에서 박사 학위를 받았다. 그는 브라운 대학교에서 학업 경력을 보냈고 1973년 미국 형이상학 협회 회장을 역임했다.

## 철학적 작업
치좀은 경험적 지식의 가능성을 옹호했다. 그의 지식 이론은 토대주의로 유명했다. 모든 정당화된 신념은 "직접적으로 명백한" 또는 궁극적으로 직접적으로 명백한 신념으로 이어지는 정당화 된 신념의 사슬에 의해 뒷받침된다. 그는 또한 토머스 리드와 매우 유사한 의지 이론을 옹호했다. 그는 자유 의지가 결정론과 양립 할 수 없다고 주장했고 우리는 자유롭게 행동한다고 믿었다.
그는 우리가 믿는 것이 속성이라는 매우 독창적인 이론을 개발했다. (비슷한 견해는 데이비드 루이스에 의해 독립적으로 개발되었으며 현재는 주로 루이스의 작업을 통해 알려졌지만 상당한 인기를 누리고 있다. ) 치좀은 또한 강력한 자기 지식의 가능성 (데이비드 흄의 회의주의 주장에 반대)을 옹호하였다.

## 같이 보기
- 미국 철학